# Zakrzewo (Złotów)
Pour les articles homonymes, voir Zakrzewo.
Zakrzewo (prononciation : [zaˈkʂɛvɔ], en allemand : Zakrzewo) est un village de Pologne, située dans la voïvodie de Grande-Pologne. Elle est le chef-lieu de la gmina de Zakrzewo, dans le powiat de Złotów.
Il se situe à 10 km au nord-est de Złotów (siège du powiat) et à 114 km au nord de Poznań (capitale régionale).
Le village possède une population de 1 620 habitants.

## Voies de communications
La route voïvodale n°188 (qui relie Piła à Człuchów) passe par le village.